# Servilia
Servilia Caepionis (ca. 104 v.Chr. - na 42 v.Chr.) was een Romeinse vrouw uit de gens Servilia. Ze was getrouwd met Marcus Iunius Brutus maior en Decimus Iunius Silanus, maar ze is vooral bekend vanwege het feit dat ze een minnares van Julius Caesar was.

## Biografie
Servilia Caepionis was een dochter van Quintus Servilius Caepio en Livia Drusilla I. Haar ouders scheidden al toen Servilia nog jong was en haar moeder hertrouwde met Marcus Porcius Cato. Haar moeder en haar stiefvader stierven voor 91 v.Chr. en vervolgens werden Servilia en haar halfbroers en -zussen opgevoed bij haar oom Marcus Livius Drusus minor. Nog voor 85 v.Chr. huwde ze met Marcus Iunius Brutus maior en werd de moeder van Marcus Junius Brutus. Haar man stierf al in 77 v.Chr. bij Mutina waar hij werd gedood door Pompeius.
Na de dood van haar eerste man hertrouwde Servilia met Decimus Iunius Silanus en ze kreeg uit hun huwelijk drie dochters. Rond 64 v.Chr. werd ze de minnares van Julius Caesar, een relatie die tot 44 v.Chr. zou aanhouden. In 63 v.Chr. zorgde ze voor een schandalig incident in de Romeinse senaat. Tijdens een debat werd een brief aan Caesar overhandigd en Servilia's halfbroer eiste dat de brief openbaar werd gemaakt en dat Caesar hem voorlas. De brief bleek een liefdesbrief van Servilia te zijn.
Toen Brutus in 45 v.Chr. scheidde van zijn eerste echtgenote Claudia Pulchra en hertrouwde met Porcia Catonis werd de relatie tussen moeder en zoon slechter. Toen Brutus een jaar later haar minnaar vermoordde werd haar huis niettemin gebruikt als ontmoetingsplek voor de samenzweerders. Servilia wist te ontkomen aan de proscripties van het Tweede Triumviraat. Ze bracht de rest van haar leven door onder de hoede van Titus Pomponius Atticus en ze had een natuurlijke dood.

## In populaire cultuur
In de HBO televisieserie Rome werd de rol van Servilia gespeeld door actrice Lindsay Duncan. Trudie Styler portretteerde op haar beurt Servilia in de serie Empire.